# LIVE AT newwave
『LIVE AT newwave』（ライブ・アット・ニュー・ウェーヴ）は、日本のロックバンド、POLYSICSのライブビデオ。1999年4月25日にDECKREC からリリース。

## 概要
- POLYSICSの1作目のライブビデオである。VHSテープでのみ展開。
- 1999年2月14日に渋谷CLUB QUATTROにて行われたライブの模様と、「PLUS CHICKER」のミュージック・ビデオが収録されている。

## 収録曲
1. SUNNYMASTER
2. BUGGIE TECHINICA
3. T・RIANGLE
4. SECRET AGENT MAN
5. PLUS CHICKER
6. GOOD
7. POLY-FARM
8. MODERN
9. PLUS CHICKER (ミュージック・ビデオ)